# Clonación de computadoras y programas
La clonación de computadoras y programas se refiere a cuando IBM sacó su computadora personal (PC) en 1981 y otras empresas como Compaq decidieron sacar un clon de esta computadora mediante una reconstrucción legal realizada con la documentación de la computadora o retroingeniería. Como la mayoría de los componentes con la excepción del BIOS estaban a disposición del público, todo lo que Compaq tenía que hacer era aplicar un proceso de retroingeniería al BIOS. El resultado era que te llevabas una computadora mejor que las computadoras a los que imitaba por el mismo precio.
También se pueden clonar los programas mediante la retroingeniería o reprogramación legal a través de la documentación u otras fuentes. Programas como el editor de líneas EDLIN de MS-DOS y el sistema operativo Unix han sido clonados. Las razones que inducen a la clonación pueden ser el tener que pagar costosas licencias o como proeza, para demostrar que es posible hacerlo.

## Etimología
El término clonación en el vocablo informático viene asociado exactamente a replicar una información que se encuentra en una zona de memoria a otra zona de memoria, a esto también se le llama "copia". En la clonación de sistemas operativos existe una variante y es la copia o clonación de una zona de memoria de una computadora a otra ya sea por medio del sistema operativo en algún dispositivo de almacenamiento o la manera más usada actualmente, vía red usando el Pre-Boot Execution Environment (PXE) de la tarjeta de red y a estos software se les denomina sistemas de instalación remota.
El popular glosario de jerga en inglés Jargon File nos da la siguiente definición:
1. Una dúplica exacta: «Nuestro producto es un clon de su producto…». Este concepto implica una reproducción a partir de la documentación del producto o por retroingeniería. También implica un precio más bajo.
2. Una copia de baja calidad: «Su producto es un clon de nuestro producto…».
3. Una copia descarada, la mayoría de las veces violando la propiedad intelectual o la protección del secreto comercial: «Tu producto es un clon de mi producto…». Este uso implica que hay una acción legal pendiente.
4. [obsoleto] ‘clon de PC’: una microcomputadora 80x86 con bus de PC ISA o EISA. Estas computadoras siempre dan mucho más de sí que los arquetipos de IBM a los que imitan y, además, por el mismo precio. Este término cayó en desuso en los noventa; la clase de computadoras a las que denominaba se conocen ahora simplemente como PC o computadoras Intel.
5. [obsoleto] En la construcción ‘clon de Unix’: Un sistema operativo diseñado para ofrecer un entorno Unix gemelo sin pagar licencias, y también con características para misiones críticas como soporte para programación en tiempo real. GNU/Linux y los sistemas BSD acabaron con esta categoría de productos y con el término que los designaba.
6. verbo. Hacer una copia exacta de algo. «Déjame que lo clone» podría significar «Quiero tomar prestado este papel para hacerle una copia» o «Voy a hacer una copia de este fichero antes de que lo modifiques».

- Datos: Q5772792